# Henry Maurice Drummond-Hay
Pour les articles homonymes, voir Drummond.
Henry Maurice Drummond puis Drummond-Hay est un militaire et un ornithologue écossais, né le 7 juin 1814 en Écosse et mort le 3 janvier 1896.

## Biographie
Il est capitaine au 42e régiment de 1832 à 1851, commandant des fusiliers de Perthshire de 1854 à 1872. Il récolte et étudie les oiseaux durant ses voyages militaires dans l’est de la Méditerranée et dans les Caraïbes notamment. Il change son nom en Drummond-Hay en 1859.
Il est le premier président de la British Ornithologists' Union de 1858 à 1867.